# Rheidae
I Rheidi (Rheidae Bonaparte, 1849) sono una famiglia di grossi uccelli sudamericani incapaci di volare, unica famiglia vivente dell'ordine Rheiformes.

## Tassonomia
La famiglia comprende i seguenti generi e specie:
- genere Heterorhea † 
  - Heterorhea dabbenei Rovereto, 1914 †
- genere Protorhea † 
  - Protorhea azarae Moreno et Mercerat, 1891 †
- genere Hinasuri † 
  - Hinasuri nehuensis  †
- genere Rhea
  - Rhea americana (Linnaeus, 1758) - nandù comune
  - Rhea pennata d'Orbigny, 1834 - nandù di Darwin
  - Rhea fossilis Moreno et Mercerat, 1891 †
  - Rhea pampeana Moreno et Mercerat, 1891 †
  - Rhea subpampeana Moreno et Mercerat, 1891 †